# عمر بن نبيل سنبل
عمر بن نبيل بن حمزه بن محمد سنبل مؤذن المسجد النبوي الشريف ومؤذن مسجد قباء سابقاً ولد في المدينة المنورة عام 1408 هـ / 1987 م .

## نسبه
يعود نسب أسرته إلى القاضي خلف بن علي بن سنبل بن محمد بن خلف بن نصر بن منصور بن عبيدالله بن عبد الله بن عبيدالله بن عبد الله بن عمر بن الخطاب العدوي القرشي المتوفي 389 هـ .
ومنهم المحدث محمد سعيد بن محمد بن علي بن أحمد سنبل الطائفي العمري المتوفي سنة 1175 هـ.

## مولده ونشأته
ولد في المدينة المنورة عام 1408 هـ / 1987 م حيث تلقى تعليمه للمرحلتين الإبتدائية والمتوسطة بمدارس التعليم العام بالمدينة المنورة حتى تخرج من مدرسة عبد العزيز الربيع الثانوية وواصل تعليمه حتى حصل على الشهادة الجامعية المتوسطة من قسم التقنية الإدارية تخصص محاسبة ثم واصل تعليمه الشرعي وحصل على درجة البكالوريوس من كلية الشريعة بالجامعة الإسلامية بالمدينة المنورة 
وقد بدأ مسيرته في رفع الأذان في عدة مساجد بالمدينة المنورة منذ صغره منها : مسجد القبلتين مسجد السبق

## الأذان بمسجد قباء
شارك في رفع الأذان بمسجد قباء كمؤذن متعاون إلى أن صدر قرار تعيينه مؤذناً رسمياً لمسجد قباء اعتباراً من غرة شهر محرم لعام 1428 هـ وحتى انتقاله للمسجد النبوي الشريف .

## انتقاله إلى المسجد النبوي الشريف
صدر قرار تعيينه مؤذناً للمسجد النبوي الشريف اعتباراً من غرة شهر رمضان المبارك لعام 1432 هـ وذلك بناءً على محضر اللجنة التي أوصت بترشيحه لرفع الأذان من المسجد النبوي وتضم اللجنة كلاً من :
- الرئيس العام لشؤون المسجد الحرام والمسجد النبوي سابقاً عضو هيئة كبار العلماء الشيخ صالح بن عبد الرحمن الحصين رحمه الله ( رئيساً للجنة ) [4]
- نائب الرئيس العام لشؤون المسجد النبوي الشيخ عبد العزيز بن عبد الله الفالح ( عضواً )
- الرئيس العام لشؤون المسجد الحرام والمسجد النبوي حالياً وإمام وخطيب المسجد الحرام الشيخ الأستاذ الدكتور عبد الرحمن بن عبد العزيز السديس ( عضواً ).[5]
- شيخ المؤذنين بالمسجد النبوي عبد الرحمن بن عبد الإله خاشقجي ( عضواً ) .
- المستشار والمشرف العام على مكتب الرئيس العام الأستاذ محمد بن عبد الكريم القويفلي ( أميناً عاماً للجنة )[6]

وحيث كان أول أذان قام برفعه من المسجد النبوي الشريف لصلاة العصر بتاريخ الرابع من شهر رمضان المبارك عام 1432 هـ 

## عمله
التحق بالعمل في القطاع الحكومي حيث صدر قرار أمير منطقة المدينة المنورة الأمير عبد العزيز بن ماجد بن عبد العزيز بتعيينه في إمارة منطقة المدينة المنورة 

## روابط خارجيه
أذان للمؤذن عمر نبيل سنبل من المسجد النبوي(يوتيوب)